# Estádio Comentarista Arnando Oliveira
Estádio Comentarista Arnando Oliveira – stadion piłkarski w Camaçari, w stanie Bahia, w Brazylii, na którym swoje mecze rozgrywa klub Camaçari Futebol Clube i Sport Clube Camaçariense.